# Oldfield-folyó
Az Oldfield Nyugat-Ausztrália Goldfields-Esperance régiójában található időszakos vízfolyás, amely a szárazföld belsejében, a tengerparttól 95 km-re ered a Yilgarn-fennsíkon. A folyó forrása 329 méteres tengerszint feletti magasságban található. Innen délkeleti irányban halad tovább, majd keresztülfolyik a South Coast Highway alatt Munglinup közelében. 
A folyó felső szakaszán a finoman hullámzó homokkődombok közt folyik, melyekbe lankás oldalú völgyet váj a számos gránitszirt kiszögellései között, majd az iszapkőből álló részeken mélyebb völgyeket vág az üledékes takaróba, mielőtt elérné a partvidék síkságát. A folyó ezen a szakaszon folyik össze a Munglinuppal, mielőtt az Indiai-óceánba tölcsértorkolattal beleömlene. 
A folyó másik mellékfolyója a Cooinup-patak (Cooinup Creek).
A folyó vizének magas só- és ásványianyag tartalma van, mérsékelt a hordalékszállító képessége és az árvízveszély a folyó mentén.
Az Oldfield folyó neve Michael Simon Dempster, 1866-ban írt levelében tűnik fel először, amely vélhetően Augustus Frederick Oldfield botanikus nevére utal, aki Nyugat-Ausztrália déli részein gyűjtött növényeket. A folyót valószínűleg a Jerramungup településen élt Albert Young Hassell nevezte el, aki 1861-ben fedezte fel a vidéket.

## Fordítás
Ez a szócikk részben vagy egészben  az   Oldfield River című angol Wikipédia-szócikk ezen változatának fordításán alapul.  Az eredeti cikk szerkesztőit annak laptörténete sorolja fel. Ez a jelzés csupán a megfogalmazás eredetét és a szerzői jogokat jelzi, nem szolgál a cikkben szereplő információk forrásmegjelöléseként.